# Protoribates brevisetosus
Protoribates brevisetosus är en kvalsterart som först beskrevs av Fujita 1989.  Protoribates brevisetosus ingår i släktet Protoribates och familjen Protoribatidae. Inga underarter finns listade i Catalogue of Life.